# Атол (Массачусетс)
Атол (англ. Athol) — город в округе Вустер штата Массачусетс в США. Статус города присвоен в 1762 году, население в 2010 году 11584 человек. Город стоит на реке Миллерс. Имеется железнодорожная станция.

## История
Первоначально называется Pequoiag, впервые здесь поселились пять семей в сентябре 1735 года. В 1762 году получил статус тауншипа (городка) и нынешнее название Атол. Название населённому пункту дал Джон Мюррей, один из собственников земли, так как холмы напоминали ему о его прародине, шотландском местечке Блэр Атолл.
В 1880 году в Атоле было 4307 жителей, чугуноплавильный завод и значительное сапожное производство.